# Протопопов, Николай Александрович (полковник)
Никола́й Алекса́ндрович Протопо́пов (6 [18] декабря 1890, Муром, Владимирская губерния — 17 октября 1949, Северо-Уральский ИТЛ, Свердловская область) — российский военнослужащий, полковник, участник белого движения, писатель и мемуарист, редактор журнала «Друг полиции» (1939—1945), издававшегося в Харбине.

## Биография
Родился 6 декабря 1890 года в Муроме в семье Александра Ефимовича (1856—1911) и Александры Александровны Протопоповых.
В 1908 году окончил Муромское реальное училище, после которого поступил в Алексеевское военное училище. В 1912 году выпущен из училища в звании подпоручика и направлен в 1-й Лейб-гренадерский Екатеринославский императора Александра III-го полк. Командовал ротой, батальоном. В мае 1914 года выдержал экзамены при штабе Московского военного округа для поступления в Академию Генштаба, но начавшаяся война не позволила ему учиться.
С началом Первой мировой войны в составе полка был направлен на Северо-Западный фронт. За время войны получил два ранения и контузию, был награжден орденами. К концу войны в чине капитана занимал должность старшего адъютанта по квартирному довольствию войск при штабе Московского военного округа. После ликвидации Московского военного округа Протопопов некоторое время работал конторщиком в Петровском районном карточном бюро Москвы.
В июле 1918 года, по совету своего сослуживца по 1-му гренадерскому полку Г. Ф. Гринько, в условиях начавшейся мобилизации и гражданской войны, выехал в Пермь, где его приютил другой сослуживец А. Росье.
В декабре 1918 года присоединился к «Ишимскому офицерскому отряду», возглавляемому полковником Милюковым. Отряд после взятия Соликамска вошёл в состав армии Колчака как 27-й Верхотурский Сибирский стрелковый полк. Был заместителем командира полка. С февраля 1919 года полк участвовал в боях за Кнауфский завод, с. Горы и под Осой. После ранения командира полка капитана А. А. Куренкова, Н. А. Протопопов принял командование полком. Под его командованием полк участвовал в наступлении в направлении Воткинска и Ижевска, а затем отступал на восток — река Сива, переправа через Каму в районе Оханска, Белые Горы, Кунгур, станция Шаля, Сылва, Нижний Тагил. Под Нижним Тагилом Протопопов был контужен и до Тобольска находился в обозе. В боях на реке Тобол Протопопов снова возглавлял полк, действовавший вдоль тракта Тобольск — Тавда. В августе 1919 года был ранен в позвоночник под Тавдой и вывезен в санитарном эшелоне сначала в Томск, затем в Читу. После выздоровления был прикомандирован в качестве адъютанта к штабу генерала Семенова, служил на бронепоезде «Истребитель».
В феврале 1920 года перешёл в 3-й корпус преподавателем в штаб-офицерский учебный отряд, где получил чин подполковника, а позднее — полковника.
В июле 1920 года заразился тифом и был вывезен в Харбин, где работал чернорабочим в механических мастерских КВЖД, а с 1922 года — на табачной фабрике Е. Лопато. В 1924 году выехал на железнодорожную станцию Эхо где работал сначала охранником на климатической станции (курорте), а позднее — гербаристом, кладовщиком, помощником селекционера, конторщиком в опытном хозяйстве КВЖД, имея китайское подданство. В 1928 году в связи с тяжелой болезнью уволился из хозяйства КВЖД.
В декабре 1928 года стал преподавателем математики в реальном училище Гун-хуа в Харбине.
С 1932 года был в должности полицейского в Маньчжоу-Го в северо-восточном Китае (проживал в 1935 году на ул. Новоторговой № 3, получая жалование 600 гоби в год). В 1939 году арестовывался японской жандармерией по обвинению в просоветской деятельности. Дал согласие работать информатором по выявлению политических настроений еврейской и польской общин Харбина. Технический редактор журнала «Друг полиции», издававшегося Биньцзянским управлением полиции.
Активно сотрудничал с харбинскими журналами «Зигзаги», «Рубеж», «Луч Азии», размещая на их страницах заметки и рассказы. В 1938 году написал первый сборник рассказов «По Закамским лесам», а в 1942 году — повесть «Воткинцы». Произведения были написаны на основе воспоминаний. 17 августа 1943 года повесть «Воткинцы» прозвучала в эфире программы Харбинского радио, приуроченной к 25-летию начала Воткинского антибольшевистского восстания.
С приходом в сентябре 1945 года Советских войск в Харбин, Протопопов в числе многих белоэмигрантов был арестован органами «Смерш» и отправлен на Урал, где 8 февраля 1947 года приговорён по ст. 58 п. 4, 6 ч.1, 11 УК РСФСР, к двадцати годам содержания в исправительно-трудовом лагере.
Скончался 17 октября 1949 года в лазарете Верхне-Шольчинского лагерного отделения Севураллага, по официальной версии от туберкулеза. Постановлением Президиума Верховного Совета СССР от января 1989 года о реабилитации жертв незаконных репрессий Николай Протопопов был полностью реабилитирован.

## Награды
- Орден Святой Анны 4-й степени,
- Орден Святой Анны 3-й степени с мечами и бантом,
- Орден Святой Анны 2-й степени с мечами,
- Орден Святого Станислава 3-й степени,
- Орден Святого Станислава 2-й степени с мечами,
- Орден Святого Владимира 4-й степени с мечами.

## Семья
- Отец — Александр Ефимович Протопопов (1856—1911), потомственный почётный гражданин Мурома
- Мать — Александра Александровна Протопопова
- Жена — Елена Степановна Протопопова (урожденная Верещагина; 13 апреля 1896[4], Чердынь — ?) Её отец — личный почетный гражданин Степан Алексеевич Верещагин был городским головой города Чердыни, расстрелян большевиками 7 сентября 1918 года[5], мать — Мария Михайловна. Елена была крещена 18 апреля 1896 года, окончила Чердынскую женскую гимназию и в 1916 году — Пермскую женскую гимназию Барбатенко (6-й класс). Проучилась пять семестров медицинского отделения физико-математического факультета Пермского государственного университета в 1917—1918 и 1919 годы. Сестра милосердия. В январе 1919 года вышла замуж за капитана Николая Протопопова. Работала при Колчаке в Пермской губернской (Александровской) больнице. В Маньчжурию прибыла в ноябре 1920 года из Читы. Владела французским и китайским языками, имела китайское подданство. Братья Борис и Глеб — в СССР, сестра Людмила, Нина, Зоя, Тамара и Мария — в СССР, сведений не получала с 1929 г. Фельдшер, стаж с 1919 по 1936 год. Служила в 27 Верхотурском полку, в санитарном поезде Броневой имени атамана Семенова дивизии[6].